# کلیساکند
کلیساکند (ترکی آذربایجانی: Kilisekend) یک منطقهٔ مسکونی در جمهوری آرتساخ است که در استان شاهومیان واقع شده‌است.